# Горная пехота Украины
Горная пехота Украины (укр. Гірська піхота України) — род войск в составе Сухопутных войск Украины, к которому относятся общевойсковые, артиллерийские, инженерные и иные части и соединения, предназначенные и специально обученные для ведения боевых действий в горной местности.

## История
Рождение горнострелковых войск в Украине произошло в 1996 году по инициативе командующего Национальной гвардии Украины генерал-полковника Чаповского под влиянием российского опыта в Чечне. В Крыму в составе 7-й дивизии НГУ были сформированы два горнострелковых батальона: «Кобра» в Балаклаве и «Лаванда» в Симферополе. К их подготовке как инструкторы широко привлекались опытные члены симферопольского клуба спелеологии. Также постоянными участниками тренировок и учений в Крымских горах совместно с горными стрелками НГУ стала морская пехота Украины.
Также ещё одна горнострелковая рота «Карпаты» была создана в составе батальона Львовской дивизии НГУ, дислоцированной в Ивано-Франковске. Её задачей была охрана магистральных трубопроводов в Карпатах.
29 марта 1999 года впервые в новейшей истории Национальной гвардии состоялись бригадные учения с боевой стрельбой. 23-я бригада 7-й дивизии развернула «боевые действия» в районе Красных пещер на высокогорном Ангарском полигоне в Крыму. Один батальон блокировал «банду боевиков» в горном массиве, а бойцы обоих горнострелковых батальонов штурмовали скалы, вытесняя «банду» на заранее подготовленную огневую позицию бригады. Кроме этого на учениях были задействованы вертолеты огневой поддержки Ми-24, спецподразделение «Альфа» и силы Государственной службы охраны совместно с пограничниками.

## Структура
По состоянию на 2017 год в горные войска входили:
- 10-я отдельная горно-штурмовая бригада (в/ч А4267, В3950), город Коломыя Ивано-Франковской области
  -  8-й отдельный горно-штурмовой батальон (в/ч А4267, В3950), город Черновцы Ивано-Франковской области
  -  108-й отдельный горно-штурмовой батальон[укр.] (в/ч А3029, В2235), пгт Делятин Ивано-Франковской области
  -  109-й отдельный горно-штурмовой батальон[укр.] (в/ч А3892), село Крыховцы Ивано-Франковской области
- 128-я отдельная горно-штурмовая бригада (в/ч А1556, В4673), город Мукачево Закарпатской области
  -  15-й отдельный горно-штурмовой Севастопольский батальон (в/ч А1778), город Ужгород Закарпатской области

Недалеко от Ужгорода располагается 234-й общевойсковой полигон, предназначенный для подготовки горных частей.